# Opération 34A
 (février 2022).
Le contenu est difficilement compréhensible vu les erreurs de traduction, qui sont peut-être dues à l'utilisation d'un logiciel de traduction automatique.
L'opération 34A (nom complet, plan opérationnel 34A, également connu sous le nom d'OPLAN 34-Alpha) était un programme américain hautement classifié d'actions secrètes contre la République démocratique du Vietnam (DRV ou Nord-Vietnam), consistant en des insertions d'équipes d'agents, des missions de reconnaissance aérienne et les opérations de sabotage naval.

## Fond
Après la conférence de Genève en 1954, le colonel de l'armée de l'air Edward Lansdale a été envoyé par le directeur de la CIA de l'époque, Allen Dulles, en tant que directeur adjoint du Bureau des opérations spéciales (sous la CIA), pour lancer une série d'opérations clandestines contre le Nord-Vietnam. Ces opérations, baptisées «Nautilus», consistaient en des raids menés par des commandos (recrues du Sud-Vietnam) et en l'insertion d'espions recrutés par la CIA,.
En juillet 1963, le ministère de la Défense (DOD) et la CIA ont décidé que le contrôle opérationnel devait être transféré au DOD. Le 1er janvier 1964, le Commandement d'assistance militaire, Vietnam - Groupe d'études et d'observations (MACV-SOG) a pris le commandement de l'opération (MACV-SOG était un nom de couverture pour un groupe de travail de guerre non conventionnelle multiservice sous la direction et le contrôle directs du Pentagone),.

## Opération
Une fois que le MACV-SOG a pris le contrôle, le Pentagone (sous lequel MACV-SOG opérait) a publié un plan opérationnel (OPLAN 34-63), qui impliquait des raids commando d'un type similaire à ce qui s'était passé sous la CIA. La plupart de ces raids avaient tendance à échouer, les commandos de la République du Vietnam (RVN ou Sud-Vietnam) étant généralement capturés ou tués (les commandos eux-mêmes étaient toujours des personnes d'ethnies sud-vietnamiennes, afin de maintenir le déni de l'implication américaine dans l'opération). Une base de la marine américaine a été installée à Da Nang, pour servir de base aux opérations, et était dotée de SEAL de la marine américaine, d'officiers du renseignement de la marine américaine et d'autres spécialistes de la guérilla. La Marine a également fait don de plusieurs bateaux PT de classe Nasty et des équipages de formation pour eux, à des fins opérationnelles. Dans le même temps, le plan opérationnel a été élargi, avec des missions de plus en plus ambitieuses, dans ce qui est devenu le plan opérationnel (OPLAN) 34A, qui a essentiellement déplacé l'accent sur les assauts offshore sur les installations côtières de la République démocratique du Vietnam (DRV ou Nord-Vietnam), tandis que les opérations d'insertion d'agents se poursuivaient. Celles-ci ont cependant été interrompues après avoir réalisé que la plupart des agents qu'ils dirigeaient avaient été capturés et / ou renvoyés, et les opérations psychologiques ont été intensifiées. Celles-ci consistaient principalement à répandre de la propagande anticommuniste et des opérations de tromperie, par exemple, la création d'une "épée sacrée de la Ligue patriotique", qui était un mouvement de résistance fictif contre les communistes, destiné à semer le mécontentement et à provoquer la paranoïa parmi les civils et les militaires du Nord-Vietnam,.
À partir du milieu de 1962, la marine américaine a commencé à mener des opérations de surveillance électronique menées par une division de dragueurs de mines océaniques (MSO) opérant le long des côtes du nord et du sud du Vietnam. Les dragueurs de mines étaient équipés de camionnettes portables contenant des équipements de surveillance électronique hautement sophistiqués. Les dragueurs de mines ont fait le plein à l'occasion dans une station-service sud-vietnamienne située près du port de pêche (Da Nang) et ont recueilli des preuves d'agents de la CIA qui auraient tenté de prouver que la Chine et la Russie fournissaient aux Viet Cong des armes et d'autres matériels. De temps en temps, généralement entre minuit et 3 heures du matin, les canonnières DRVN s'approchaient des dragueurs de mines à grande vitesse, puis décollaient et retournaient à une base navale DRVN opérant sur une île au nord du 30e parallèle. Les canonnières ont fait des manœuvres menaçantes mais n'ont jamais réellement attaqué les dragueurs de mines. Les manœuvres ont été signalées au CINCPAC et au Pentagone dans des messages cryptographiques Top Secret nocturnes. Les dragueurs de mines étaient essentiellement sans défense en cas d'attaque. Début 1963, les dragueurs de mines sont relevés par une division de torpilleurs (les patrouilles DESOTO) qui semblent avoir effectué les mêmes opérations de surveillance électronique menées par les dragueurs de mines,.
Bien que les deux ensembles d'opérations aient été au moins théoriquement indépendants l'un de l'autre, les patrouilles ont souvent recueilli des renseignements qui étaient cruciaux pour l'OPLAN 34A. Les attaques menées par les patrouilleurs ont provoqué des ripostes de l'armée nord-vietnamienne surveillée par les destroyers américains, fournissant ainsi des renseignements très utiles sur les capacités militaires de la DRV. La situation s'est rapidement aggravée lorsque le DRV a déployé des canonnières lourdes et des frégates équipées de torpilles pour observer les manœuvres américaines,.

## Incident du golfe du Tonkin
Le matin du 2 août 1964, le matin après que les commandos OPLAN aient attaqué un émetteur radio nord-vietnamien situé sur une île au large, l'un de ces destroyers, l'USS Maddox, aurait été attaqué par des patrouilleurs navals DRV dans le golfe de Tonkinois. Il y a eu une deuxième attaque présumée le 4 août, qui s'est avérée plus tard être un mensonge. Ces attaques et les actions navales qui ont suivi, connues sous le nom d'incident du golfe du Tonkin, ont été saisies par le président Lyndon Johnson pour assurer le passage par le Congrès américain de la résolution sur l'Asie du Sud-Est (mieux connue sous le nom de résolution du golfe du Tonkin) le 7 août 1964. , conduisant à une escalade dramatique de la guerre du Vietnam. Il a depuis été allégué que l'incident du golfe du Tonkin était en partie une fabrication, y compris des témoignages de participants, tels que le commandant d'escadron James Stockdale, dans les événements eux-mêmes. Même les attaques qui se sont produites n'étaient pas non provoquées, mais le résultat des raids de l'OPLAN 34A, qui était essentiellement une opération américaine,.